# Колорадо-Сити (Аризона)
Колорадо-Сити — город в округе Мохаве штата Аризона, США.

## География и климат
Климат полупустынный. Открытых водных пространство нет. Максимальная зарегистрированная температура — 42 °С. Дожди довольно редки, хотя в некоторых случаях месячное количество осадков может достигать 130 мм; снегопады, как правило, незначительны, наивысшая зарегистрированная высота суточного снежного покрова составляла о,33 м.

## История
Город был основан в 1913 году представителями мормонской секты Фундаменталистская Церковь Иисуса Христа Святых Последних Дней. Большая часть населения города принадлежит к этой секте, практикующей многожёнство, чем объясняется тот факт, что большую часть населения города составляют дети.

## Демография
В 2010 году в городе проживало 4821 человек (100-е место в штате). Средний возраст жителей составлял 12,6 года: мужчин — 11,8 года, женщин — 13,4 года. Граждан в возрасте до 18 лет насчитывалось 63,5 %, в возрасте старше 65 лет — 1,8 %. В городе действует две школы.
Город является одним из двух американских поселений (наряду с Хилдейлом в штате Юта), занимающих первое место в мире по числу носителей редкого генетического заболевания — дефицита фумаразы, вызванного близкородственными браками и приводящего к тяжёлой форме умственной отсталости.

## Доходы
Средний валовой доход домохозяйства в 2010 году составил 40357 долларов США. Число лиц, живущих за чертой бедности, составило 35,3 %.

## Расовая и этническая принадлежность
Согласно переписи 2010 года, в городе насчитывалось: белых — 4783 (99,2 %), афроамериканцев — 4 (0,1 %); индейцев — 1 (0,0 %), азиатов — 1 (0,0 %), коренных жителей Гавайских островов и других островов Тихого океана — 0 (0,0 %), других — 0 (0,0 %), относивших себя к 2-м или более расам — 4 (0,1 %), латиноамериканцев (любой расы) — 28 (0,6 %).